# Теорема Пикара (интегральные уравнения)
Теорема Пикара (интегральные уравнения) - теорема существования и единственности решения для интегрального уравнения Фредгольма 1-го рода.

Интегральное уравнение Фредгольма 1-го рода с замкнутым симметричным ядром {\displaystyle K(t,s)} вида {\displaystyle \int \limits _{a}^{b}K(t,s)\phi (s)ds=f(t)}, где {\displaystyle f(t)\in L_{2}[a,b]} имеет единственное решение в классе функций {\displaystyle L_{2}[a,b]} тогда и только тогда, когда ряд {\displaystyle \sum _{k=1}^{\infty }\lambda _{k}^{2}f_{k}^{2}} сходится. 

## Пояснения
В формулировке теоремы {\displaystyle \lambda _{k}} - характеристические числа ядра {\displaystyle K(t,s)}, {\displaystyle f_{k}=(f,\phi _{k})} - коэффициенты Фурье функции {\displaystyle f(t)} относительно собственных функций {\displaystyle \phi _{n}(t)} этого ядра: {\displaystyle \phi _{n}(t)=\lambda _{n}\int \limits _{a}^{b}K(t,s)\phi _{n}(s)ds}.  Симметричное ядро {\displaystyle K(t,s)} называется замкнутым в {\displaystyle L_{2}[a,b]}, если каждая функция {\displaystyle \sigma (t)\in L_{2}[a,b]}, удовлетворяющая равенству {\displaystyle \int \limits _{a}^{b}K(t,s)\sigma (s)ds=0} равна нулю почти всюду на отрезке {\displaystyle [a,b]}. Для замкнутого ядра его собственные функции образуют ортогональную полную в {\displaystyle L_{2}[a,b]} систему функций.

## Доказательство
Предположим, что существует решение {\displaystyle \phi (t)\in L_{2}[a,b]} уравнения {\displaystyle \int \limits _{a}^{b}K(t,s)\phi (s)ds=f(t)}.
Найдем коэффициенты Фурье функции {\displaystyle f(t)} относительно собственных функций {\displaystyle \phi _{n}(t)} этого ядра: {\displaystyle f_{n}=\int \limits _{a}^{b}f(t)\phi _{n}(t)dt=\int \limits _{a}^{b}\left\{\int \limits _{a}^{b}K(t,s)\phi (s)ds\right\}\phi _{n}(t)dt=\int \limits _{a}^{b}\left\{\int \limits _{a}^{b}K(t,s)\phi _{n}(t)dt\right\}\phi (s)ds={\frac {1}{\lambda _{n}}}\int \limits _{a}^{b}\phi _{n}(s)\phi (s)ds}.
Здесь во втором равенстве использовано, что в силу условия теоремы {\displaystyle f(t)=\int \limits _{a}^{b}K(t,s)\phi (s)ds}, в четвёртом равенстве, что, в силу симметричности ядра {\displaystyle \int \limits _{a}^{b}K(t,s)\phi _{n}(t)dt={\frac {1}{\lambda _{n}}}\phi _{n}(s)}.
Равенство {\displaystyle f_{n}={\frac {1}{\lambda _{n}}}\int \limits _{a}^{b}\phi _{n}(s)\phi (s)ds} может быть переписано в виде {\displaystyle \lambda _{n}f_{n}=\int \limits _{a}^{b}\phi _{n}(s)\phi (s)ds}. Отсюда следует, что числа {\displaystyle \lambda _{n}f_{n}} являются коэффициентами Фурье функции {\displaystyle \phi (t)\in L_{2}[a,b]}. В силу известной теоремы математического анализа, ряд {\displaystyle \sum _{k=1}^{\infty }\lambda _{k}^{2}f_{k}^{2}} из квадратов этих коэффициентов является сходящимся.
Предположим, наоборот, что ряд {\displaystyle \sum _{k=1}^{\infty }\lambda _{k}^{2}f_{k}^{2}} сходится. Тогда в силу теоремы Рисса-Фишера существует единственная функция {\displaystyle \phi (t)\in L_{2}[a,b]}, для которой числа {\displaystyle \lambda _{n}f_{n}} являются коэффициентами Фурье по системе функций {\displaystyle {\mathcal {f}}\phi _{n}(t){\mathcal {g}}}, то есть выполняются равенства {\displaystyle \lambda _{n}f_{n}=\int \limits _{a}^{b}\phi _{n}(s)\phi (s)ds} для всех {\displaystyle n(n=1,2,...)}. Эта функция {\displaystyle \phi (t)} удовлетворяет интегральному уравнению {\displaystyle \int \limits _{a}^{b}K(t,s)\phi (s)ds=f(t)}, так как в силу самого построения {\displaystyle \phi (t)} функции {\displaystyle f(t)} и {\displaystyle \int \limits _{a}^{b}K(t,s)\phi (s)ds} имеют одни и те же коэффициенты Фурье относительно полной системы {\displaystyle {\mathcal {f}}\phi _{n}(t){\mathcal {g}}} собственных функций ядра {\displaystyle K(t,s)}. Таким образом, функции {\displaystyle f(t)} и {\displaystyle \int \limits _{a}^{b}K(t,s)\phi (s)ds} тождественны в метрике {\displaystyle L_{2}[a,b]}.